# Photoelektrochemische Zelle
Photoelektrochemische Zellen oder PECs sind Solarzellen und wandeln sichtbares Licht in elektrische Energie um. Eine Zelle besteht aus einer Halbleiter-Photoanode, einer Kathode aus Metall und einem Elektrolyten.
Die Zellen erzeugen entweder direkt elektrische Energie, oder sie erzeugen Wasserstoff in einem Prozess ähnlich der Elektrolyse von Wasser.

## Photogenerationszelle

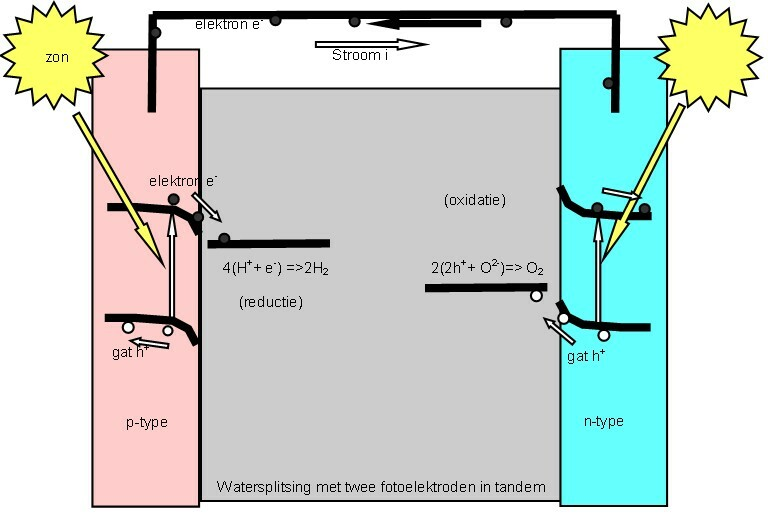
Photogenerationszelle

In diesem Typ von photoelektrochemischer Zelle wird Wasser in einer Elektrolyse in Wasserstoff und Sauerstoff zerlegt, wenn die Anode mit Licht bestrahlt wird. Dadurch kann Wasserstoff mit einem Wirkungsgrad von rund 10 % gewonnen werden.
Das größte Problem ist jedoch die Korrosion des Halbleiters, welcher direkt mit dem Wasser in Kontakt kommt. Aus diesem Grund sind nur kleinere Labormuster ohne wirtschaftliche Bedeutung in Einsatz.

## Grätzel-Zelle
Grätzel-Zellen oder Farbstoffsolarzellen benutzen nanoporöses Titanoxid (TiO2) und einen Farbstoff mit aktivem Redoxzentrum (meist Rutheniumkomplex), um elektrische Energie zu erzeugen.